# المنازح (الريدة)
'

تعديل مصدري - تعديل

المنازح هي إحدى قرى عزلة الريدة وقصيعر بمديرية الريدة وقصيعر التابعة لمحافظة حضرموت، بلغ تعداد سكانها 1072 نسمة حسب تعداد اليمن لعام 2004.